# Croton trichotomus
Espèce
Croton trichotomus est une espèce de plantes à fleurs du genre Croton et de la famille des Euphorbiaceae, présent à l'est de Madagascar.
Il a pour synonymes :
- Croton pulchellus, Baill., 1860
- Croton trichotomus var. pulchellus, (Baill.) Leandri, 1939
- Oxydectes pulchella, (Baill.) Kuntze
- Oxydectes trichotoma, (Geiseler) Kuntze